# Thorben Marx
Thorben Marx (Berlín, 1 de junio de 1981) es un exfutbolista alemán. Su último equipo fue el Borussia Mönchengladbach de la Bundesliga alemana.
El 12 de junio de 2009, se anunció el fichaje de Marx por el Borussia Mönchengladbach hasta 2011, donde se retiraría en 2015.

## Selección nacional
Ha sido internacional con la Selección de fútbol de Alemania Sub-21.

## Clubes
| Club                     | País     | Año         |
| ------------------------ | -------- | ----------- |
| Hertha Berlín            | Alemania | 2000 - 2006 |
| Arminia Bielefeld        | Alemania | 2006 - 2009 |
| Borussia Mönchengladbach | Alemania | 2009 - 2015 |

## Palmarés
Campeón de la Copa de la Liga de Alemania en 2001 y 2002 con el Hertha BSC